# Michael Heinrich (Politikwissenschaftler)

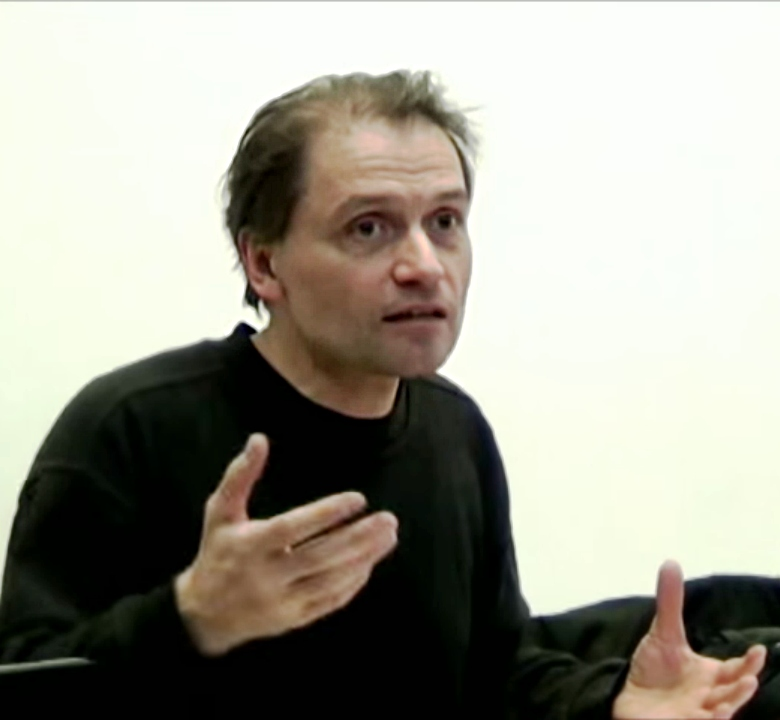
Michael Heinrich 2014 in Zagreb

Michael Heinrich (* 1957 in Heidelberg) ist ein deutscher Politikwissenschaftler.

## Leben
Heinrich war von 1987 bis 1993 wissenschaftlicher Mitarbeiter am Fachbereich Politische Wissenschaft der Freien Universität Berlin, wo er zum Dr. rer. pol. promoviert wurde. 1998 war er Gastprofessor an der Universität Wien sowie 2003 Vertretungsprofessor an der Fachhochschule für Technik und Wirtschaft Berlin (FHTW). Anschließend war Heinrich Lehrbeauftragter an der Freien Universität Berlin. Seit dem Wintersemester 2005/2006 war er bis 2016 wieder an der FHTW tätig, die 2009 in Hochschule für Technik und Wirtschaft Berlin umbenannt wurde. Heinrich hatte in der Frühphase der Edition Marx’scher Exzerpte zur Krise von 1857/58 der Marx-Engels-Gesamtausgabe Abteilung 4, Band 14, mitgearbeitet.
Heinrich war bis Oktober 2014 geschäftsführendes und presserechtlich verantwortliches Mitglied der Redaktion von PROKLA – Zeitschrift für kritische Sozialwissenschaft. Er wurde von Ingo Stützle in dieser Funktion abgelöst.
Seine Arbeitsschwerpunkte sind die Marx’sche Theorie und die Geschichte der ökonomischen Theoriebildung. Heinrich gehört zum Kreis linker Wirtschaftswissenschaftler um den emeritierten Professor Elmar Altvater.
Im April 2018 erschien Heinrichs erster Band einer zuerst drei-, jetzt vierteiligen Marx-Biographie, die das Leben von Marx im Zusammenhang mit dessen Werksentwicklung darstellt. Der erste Band umfasst die Jahre 1818 bis 1841, der zweite die Zeit bis 1845. Im Oktober 2018 wurde das Buch in Brasilien veröffentlicht, im Juni 2019 erschien die englischsprachige Übersetzung, gefolgt von der französischen Ausgabe im September 2019. Im Mai 2021 wurde das Buch in spanischer Übersetzung veröffentlicht. Die weiteren Bände waren ursprünglich für 2020 und 2022 angekündigt.
Zur Europawahl 2024 ist Heinrich Erstunterzeichnender der Kampagne Wir wählen links.

## Theorie
Heinrich ist ausgesprochener Gegner eines von ihm so bezeichneten „Weltanschauungsmarxismus“, als dessen Protagonist ihm Karl Kautsky gilt. Diese Art von Marxismus sei geprägt durch „einen äußerst simpel gestrickten Materialismus“, „bürgerliches Fortschrittsdenken, ein paar stark vereinfachte Elemente der Hegelschen Philosophie und Versatzstücke Marxscher Begrifflichkeiten“, die „zu einfachen Formeln und Welterklärungen kombiniert“ würden. Weitere besonders hervorstechende Merkmale seien „ein oft kruder Ökonomismus“ sowie „ein ausgeprägter historischer Determinismus, der das Ende des Kapitalismus und die proletarische Revolution als naturnotwendig eintretende Ereignisse betrachtet“.

### Fetischismus und Verblendungszusammenhang
Dagegen sieht Heinrich in erster Linie Marx als den „Kritiker der über den Wert vermittelten und damit ‚fetischisierten‘ Vergesellschaftung“ der das menschliche Dasein begründenden Arbeit. Anknüpfend an den Strukturalismus Althussers und die Kritische Theorie spricht er von einem Verblendungszusammenhang, dem Kapitalisten und Arbeiterklasse gleichermaßen unterliegen. Der Fetischismus ist als Verblendungszusammenhang für Heinrich nicht undurchdringlich, es könne zudem „von einer privilegierten Erkenntnisposition der Arbeiterklasse“ ebenso wenig die Rede sein wie von einer bewussten Instrumentalisierung durch das Kapital, weshalb eine moralische Kritik am Verhalten Einzelner nicht zielführend sei.

### Monetäre Werttheorie
Heinrich verwirft die vorherrschende „substanzialistische“ Interpretation der Marxschen Arbeitswerttheorie, die Wertgröße unmittelbar „als Eigenschaft einer einzelnen Ware“, nämlich der von Marx definierten „abstrakten Arbeit“ aufzufassen. Heinrich versteht diese vielmehr als monetäre Werttheorie, genau darin liege auch der Marxsche Paradigmenwechsel gegenüber prämonetären Arbeitswerttheorien wie der Klassischen politischen Ökonomie, aber auch der Nutzentheorie des Werts der Neoklassik.
Auch wenn die Wertgröße einer Ware als dingliche Eigenschaft erscheine, sei sie nämlich ein gesellschaftliches Verhältnis, nämlich das Verhältnis „zwischen der individuellen Arbeit des Produzenten und der gesellschaftlichen Gesamtarbeit.“ Das heißt nicht, dass der Tausch den Wert produziere, nur er vermittle aber dieses Verhältnis, nur in ihm „erhalte der Wert eine gegenständliche Wertform“. Heinrich zufolge mussten die Warenbesitzer als Resultat des Tausches Geld hervorbringen, Geld ist also „keineswegs auf praktischer Ebene nur ein Hilfsmittel des Tausches und auf theoretischer nur ein Anhängsel der Werttheorie. Ohne Wertform können sich die Waren nicht als Werte aufeinander beziehen und erst die Geldform ist die dem Wert angemessene Wertform“.

### Fall der Profitrate und Krisentheorie
Heinrich verwirft ausdrücklich das Marxsche Gesetz des tendenziellen Falls der Profitrate. Die Profitrate könne sehr wohl fallen, aber auch steigen – eine dauerhafte Tendenz zum Profitratenfall lasse sich auf der allgemeinen Ebene nicht begründen. Auch lasse sich aus der Krisenhaftigkeit des Kapitalismus keine langfristige Tendenz zur Zuspitzung der gegenläufigen Momente ableiten: „Krisen sind (…) nicht nur zerstörerisch, vielmehr wird in Krisen die Einheit von Momenten, die (wie Produktion und Konsum) zwar zusammengehören, aber gegeneinander verselbständigt sind (Produktion und Konsum gehorchen unterschiedlichen Bestimmungen) gewaltsam wieder hergestellt.“.
Entschieden weist er daher die von Wertkritikern wie Robert Kurz vertretene These zurück, die Widersprüchlichkeit von Produktions- und Konsumlogik stelle einen „eskalierenden logischen Selbstwiderspruch des Kapitals“ dar, an dem der Kapitalismus zwangsläufig zerbrechen müsse. Die bereits in der Geschichte der Arbeiterbewegung verbreitete Zusammenbruchstheorie des Kapitals habe „historisch immer eine Entlastungsfunktion: Egal wie schlimm die aktuellen Niederlagen auch waren, das Ende des Gegners war letztlich doch gewiss.“ Eine solche finde sich, trotz der Andeutungen in seinem Frühwerk „Grundrisse“, auch nicht bei Marx. Jedoch mache „das Fehlen dieser prophetischen Gewissheiten (…) den Kapitalismus um keinen Deut besser.“

## Kritik
Trotz der breiten Rezeption seiner Herangehensweise stößt Michael Heinrichs Marx-Lesart auf ein zwiegespaltenes Echo. Eine mehrteilige Auseinandersetzung gab es zwischen Wolfgang Fritz Haug und Heinrich. Haug spitzt seine Kritik wie folgt zu: „Da Heinrich die rettende Kritik der marxistischen Überlieferung meidet und sich außerhalb der Geschichte der Klassenkämpfe stellt und die Dialektik der Logik opfert, gerät seine Einführung zur Entführung aus dem Marxismus.“

### An der monetären Werttheorie
Hans-Georg Backhaus und Helmut Reichelt, Vertreter der Neuen Marx-Lektüre, stellen bei Heinrich „eine absolute Zweiteilung der Ökonomie in naturale Realsphäre, in der keine Waren, sondern Produkte hergestellt werden, und der Sphäre des Austausches“ fest. Heinrich begegnete dieser Kritik in der zweiten Auflage seines Buches zum Wissenschaft vom Wert.
Norbert Trenkle, Vertreter der wertkritischen Gruppe Krisis, schließt sich dieser Kritik an: „diese gesellschaftliche Beziehung wird keinesfalls erst im Tausch hergestellt. Indem Heinrich dies postuliert, geht er nicht über Marx hinaus, sondern fällt im Gegenteil hinter ihn zurück und landet selbst auf dem Boden der bürgerlichen Volkswirtschaftlehre.“

### An der Krisentheorie
Norbert Trenkle wirft Heinrich darüber hinaus vor, „die Kritik der politischen Ökonomie zu positivieren und unschädlich zu machen.“ Heinrichs zentrales Anliegen sei es, jede zusammenbruchstheoretische Implikation aus der Marxschen Theorie herauszusäubern. Dabei verfahre er „geradezu gewaltsam mit den Marxschen Schriften“ und blende „systematisch alle Aussagen aus, die nicht in sein Bild passen“. Eine Replik Heinrichs erschien im folgenden Heft.

### Am Verblendungszusammenhang
Vertreter einer eher klassischen Lesart von Marx kritisieren zudem vielfach, dass der Mensch als Akteur in Heinrichs Konzeptualisierung kaum noch stattfinde, sich die Konflikthaftigkeit im Abstrakten erschöpfe und konkrete Auseinandersetzungen in Form des Klassenkampfes keinen Platz mehr hätten, weil eben alle gleichermaßen der Verblendung durch den Warenfetisch unterlägen. Karl Reitter zufolge überinterpretiere Heinrich damit die Marxsche Formel vom Kapital als automatisches Subjekt. Indirekt leiste Heinrich „dem Gerede vom Verblendungszusammenhang, hinter dessen düsterem Vorhang alle Klassengegensätze irrelevant werden, leider einen gewissen Vorschub.“ Heinrich reagiert hierauf mit einer Antwort.
Die Redaktion GegenStandpunkt kritisiert, dass Heinrichs Opposition gegen jede moralische Kritik kapitalistischen Handelns sich in eine Entschuldigung der Kapitalisten für ihr Handeln verwandle, also selbst moralisch werde. Diese lande dabei, „dass an den Agenten des Kapitals und ihrem Ausbeutungsgeschäft unter den gegebenen Eigentums- und Tauschverhältnissen eigentlich nichts zu kritisieren ist: Was sie treiben, ist nach den Regeln des Warentauschs absolut korrekt.“ Ihm sei „offenbar nichts wichtiger […] als die ökonomisch Mächtigen aus der Schusslinie zu nehmen“.

### An der Entwicklung der Profitrate
Heinrich ist der Auffassung, das Gesetz des tendenziellen Falls der Profitrate widerlegen zu können, indem er zeigt, dass durch die Nutzung besserer Technik der Kostpreis sinkt und sich in Höhe dieser Verringerung der Mehrwert erhöht. Klaus Müller hält dagegen, dass man zwar das Verhältnis des Mehrwertes zum Kostpreis der Waren (zum verbrauchten Kapital) als Profitrate bezeichnen könne. Nur sei das nicht die Profitrate, deren tendenziellen Fall Marx begründete. Marx bezog den Mehrwert bzw. die Profitmasse auf das vorgeschossene Gesamtkapital. Müller zeigt, dass die auf den Kostpreis bezogene Profitrate steigen kann, während gleichzeitig die „Marxsche“, d. h. die auf den Kapitalvorschuss bezogene, Profitrate sinkt. Laut Müller wäre Heinrich damit am Versuch gescheitert, den tendenziellen Fall der (Kapitalvorschuss-)Profitrate formallogisch zu widerlegen.

## Schriften

### Monographien
- Die Wissenschaft vom Wert. Die Marxsche Kritik der politischen Ökonomie zwischen wissenschaftlicher Revolution und klassischer Tradition. VSA-Verlag, Hamburg 1991, ISBN 3-87975-583-3 (Zugl.: Berlin, Freie Univ., Diss., 1990)  (7. erweiterte Auflage, Westfälisches Dampfboot, Münster 2017, ISBN 978-3-89691-454-5, 2022 Grundlage der 9. Aufl.).
  - italienische Übersetzung: La Scienza del Valore. La critica marxiana dell'economia politica tra rivoluzione scientifica e tradizione classica, Pgreco, Milano 2023, ISBN 978-88-6802-489-5.
- Kritik der politischen Ökonomie. Eine Einführung in „Das Kapital“ von Karl Marx. 15. Auflage. Schmetterling, Stuttgart 2021, ISBN 978-3-89657-041-3 (Erstausgabe 2004).
- Wie das Marxsche Kapital lesen? Schmetterling Verlag, Stuttgart 2008, ISBN 978-3-89657-051-2.
- Wie das Marxsche Kapital lesen? Bd. 2, Schmetterling Verlag, Stuttgart 2013, ISBN 978-3-89657-053-6.
  - engl. Übersetzung: How to Read Marx’s ‘Capital’. Commentary and Explanations on the Beginning Chapters. Monthly Review Press, New York 2021, ISBN 978-1-58367-894-7.
- Ce qu'est Le Capital de Marx : Le Capital après la MEGA ; Les éditions françaises du Capital, Paris 2017, ISBN 978-2-35367-034-5.
- Karl Marx und die Geburt der modernen Gesellschaft. Biographie und Werkentwicklung. Band 1: 1818-1841, 2., überarbeitete und erweiterte Auflage, Schmetterling Verlag, Stuttgart 2024, 3-89657-027-7(zuerst Stuttgart 2018, ISBN 3-89657-085-4).
  - engl. Übersetzung: Karl Marx and the Birth of Modern Society: The Life of Marx and the Development of His Work. Volume I: 1818-1841, Monthly Review Press, New York 2019, ISBN 978-1-58367-735-3.
  - frz. Übersetzung: Karl Marx et la naissance de la société moderne, tome 1, 1818-1841,  Les Éditions sociales, Paris 2019, ISBN 978-2-35367-044-4.
  - spanische Übersetzung: Karl Marx y el nacimiento de la sociedad moderna. Biografía y desarrollo de su obra. Volumen I: 1818-1841, Akal, Madrid 2021, ISBN  978-84-460-4996-8.

### Herausgeberschaft
- Mit Dirk Messner: Globalisierung und Perspektiven linker Politik. Festschrift für Elmar Altvater zum 60. Geburtstag. Westfälisches Dampfboot, Münster 1998, ISBN 3-89691-443-X.
- Mit Werner Bonefeld: Kapital & Kritik: Nach der „neuen“ Marx-Lektüre. VSA-Verlag, Hamburg 2011, ISBN 978-3-89965-403-5.

### Artikel
- Was ist die Werttheorie noch wert? Zur neueren Debatte um das Transformationsproblem und die Marxsche Werttheorie. In: PROKLA Heft 72, 1988, S. 15–38.
- (Diskussionsbeiträge). In: Marx-Engels-Forschung heute 2. Gesellschaftsanalyse und Ökonomiekritik bei Marx. Marx-Engels-Forschung in der Perestroika. Materialien der 3. Sitzung der AG Marx-Engels-Forschung am 10./11. Juni 1989 in Frankfurt am Main. Edition Marx-Engels-Stiftung, Wuppertal 1990, S. 65, 103 ff., 137. (=Schriften der Marx-Engels-Stiftung 14)
- Monetäre Werttheorie. Geld und Krise bei Marx. In: PROKLA Heft 123, 2001, S. 151–176.
- Geld und Kredit in der Kritik der politischen Ökonomie. In: Das Argument Nr. 251, 2003, S. 397–409.
- Praxis und Fetischismus. Eine Anmerkung zu den Marxschen „Thesen über Feuerbach“ und ihrer Verwendung. In: Christoph Engemann u. a. (Hrsg.): Gesellschaft als Verkehrung. Perspektiven einer neuen Marx-Lektüre. Festschrift für Helmut Reichelt. ça ira Verlag, Freiburg im Breisgau 2004, S. 249–270.
- Begründungsprobleme. Zur Debatte über das Marxsche „Gesetz vom tendenziellen Fall der Profitrate.“ (PDF; 120 kB) In: Marx-Engels Jahrbuch 2006. Akademie Verlag, Berlin 2007, S. 47–80.
- Vorwort. In: Rolf Hecker: Springpunkte. Karl Dietz Verlag, Berlin 2018, S. 7–13. ISBN 978-3-320-02349-2.
- Vorwort. In: Søren Mau: Stummer Zwang – Eine marxistische Analyse der ökonomischen Macht im Kapitalismus. Karl Dietz Verlag, Berlin 2021, S. 11–14. ISBN 978-3-320-02384-3.